# 安倍郡
- 令制国一覧 > 東海道 > 駿河国 > 安倍郡
- 日本 > 中部地方 > 静岡県 > 安倍郡

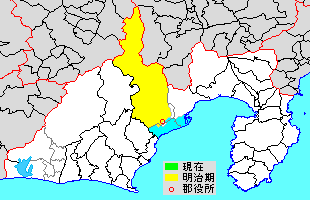
静岡県安倍郡の範囲（水色：後に他郡から編入した区域）

安倍郡（あべぐん、あべのこおり）は、静岡県（駿河国）にあった郡。

## 郡域
1879年（明治12年）に行政区画として発足した当時の郡域は、現在の行政区画では概ね静岡市葵区の大部分（春日・柚木・宮前町・長沼・古庄・瀬名・瀬名川・南瀬名町・東瀬名町・西瀬名町・瀬名中央・長尾・平山を除く。静岡駅周辺の住居表示実施地区の境界線は不詳）にあたる。

## 歴史
駿河国府が置かれた地である。

### 近代以降の沿革
- 「旧高旧領取調帳」に記載されている明治初年時点での支配は以下の通り。●は村内に寺社領が、○は寺社等の除地（領主から年貢免除の特権を与えられた土地）が存在。（2町124村）

- 慶応4年（1868年）
  - 5月24日 - 徳川宗家が駿河府中藩に転封。それにともない遠江・駿河・伊豆国内で領地替えが行われ、郡内の幕府領、旗本領が消滅。
  - 7月13日 - 小島藩が上総金ヶ崎藩に転封。
  - 以上の変更により、全域が府中藩の管轄となる。
- 明治初年（2町116村）
  - 上田村・中野村・薬沢村が合併して井川村となる。
  - 志田島村が落合村に合併。
  - 寺尾村が内匠村に合併。
  - 道光村・藁山村が日向村に合併。
  - 北長沼村が有渡郡南長沼村と合併して有渡郡長沼村となり、郡より離脱。
  - このころ産女新田が吉津村に合併されたとされる。
- 明治2年（1869年）8月7日 - 府中藩が静岡藩に改称。それにともない駿府城下が静岡城下に改称。
- 明治4年（1871年）7月14日 - 廃藩置県により静岡県の管轄となる。
- 明治5年（1872年） - 静岡城下各町が静岡を冠称。
- 明治8年（1875年） - 安西七石新田が安西村に合併。（2町115村）
- 明治9年（1876年）（1町114村）
  - 宮内村および静岡明屋敷の大部分が北安東村に合併。静岡明屋敷の残部は静岡城下各町に編入。
- 明治12年（1879年）3月12日 - 郡区町村編制法の静岡県での施行により行政区画としての安倍郡が発足。「安倍有渡郡役所」を静岡追手町に設置し、有渡郡とともに管轄。
- 明治22年（1889年） - 村岡村が中平村に合併。（1町113村）

### 町村制以降の沿革
- 明治22年（1889年）4月1日

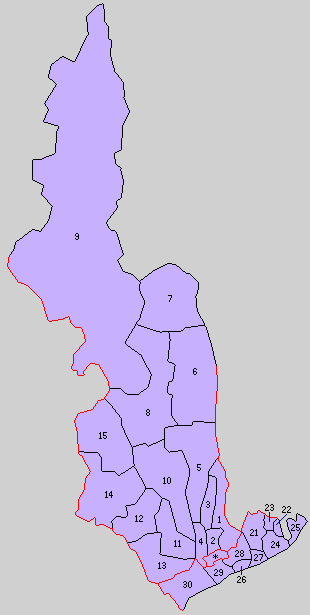
1.千代田村 2.安東村 3.麻機村 4.南賤機村 5.北賤機村 6.大河内村 7.梅ヶ島村 8.玉川村 9.井川村 10.美和村 11.服織村 12.中藁科村 13.南藁科村 14.清沢村 15.大川村 21.有度村 22.清水町 23.入江町 24.不二見村 25.三保村 26.大谷村 27.久能村 28.豊田村 29.大里村 30.長田村（＊：静岡市）

  - 市制の施行により、静岡城下（有渡郡に属する地域も含む）・有渡郡静岡静岡宿および有渡郡南安東村の一部の区域をもって静岡市が発足し、郡より離脱。（113村）
  - 町村制の施行により、以下の町村が発足。全域が現・静岡市。（15村）
    - 千代田村 ← 上土新田［大部分］、川合新田、浅畑沼新田、上土豊地新田、上土新田下足洗新田川合新田請新田、北沼上村、川合村、南沼上村、南村［一部］、有渡郡静岡銭座町、沓谷村、下足洗村、上足洗村、下足洗新田、古庄村［一部］
    - 安東村 ← 北安東村、大岩村
    - 麻機村 ← 池ヶ谷村、南村［大部分］、浅畑新田、有永村、羽高村、北村、東村、上土新田［一部］
    - 南賤機村 ← 安西井宮村、安西外新田、安西内新田、籠上村、籠上新田、伝馬町新田、与一右衛門新田、松富村、安西村
    - 北賤機村 ← 福田ヶ谷村、下村、門屋村、野田平村、俵峰村、牛妻村、油島村、俵沢村、郷島村
    - 大河内村 ← 横山村、相淵村、蕨野村、平野村、中平村、渡村、有東木村
    - 梅ヶ島村 ← 梅ヶ島村、入島村
    - 玉川村 ← 中沢村、落合村、桂山村、奥仙俣村、口仙俣村、油野村、長妻田村、柿島村、奥池ヶ谷村、長熊村、森腰村、内匠村、腰越村、大沢村、横沢村
    - 井川村 ← 井川村、上坂本村、岩崎村、小河内村、田代村、口坂本村
    - 美和村 ← 遠藤新田、足久保村、西ヶ谷村、藤兵衛新田、内牧村、幸庵新田、安倍口新田、与左衛門新田、中ノ郷村、松野村、津渡野村、油山村
    - 服織村 ← 慈悲尾村、羽鳥村、建穂村、新間村、千代村、山崎新田、飯間村［一部］
    - 中藁科村 ← 大原村、水見色村、富厚里村、奈良間村、富沢村、相俣村［一部］
    - 南藁科村 ← 小瀬戸村、飯間村［大部分］、牧ヶ谷村、吉津村
    - 清沢村 ← 相俣村［大部分］、昼居渡村、黒俣村、杉尾村、寺島村、坂本村、小島村、鍵穴村、赤沢村
    - 大川村 ← 日向村、坂ノ上村、諸子沢村、湯島村、栃沢村、楢尾村、崩野村、八草村、大間村

  - 上土新田の一部が有渡郡豊田村の一部となる。
  - 手越村・向敷地村が有渡郡長田村の一部となる。
- 明治29年（1896年）
  - 4月1日 - 郡制の施行のため、安倍郡・有渡郡の区域をもって、改めて安倍郡が発足。以下の2町8村が当郡の所属となる。（2町23村）
    - 有度村・清水町・入江町・不二見村・三保村・大谷村・久能村・豊田村・大里村・長田村

  - 9月1日 - 郡制を施行。
- 明治42年（1909年）7月1日 - 北賤機村が南賤機村の一部（籠上新田・籠上・伝馬町新田・松富・与一右衛門新田）を編入のうえ改称して賤機村となる。南賤機村の残部（安西井ノ宮・安西・安西内新田・安西外新田）は静岡市に編入。（2町22村）
- 大正12年（1923年）4月1日 - 郡会が廃止。郡役所は存続。
- 大正13年（1924年）
  - 1月31日 - 入江町が庵原郡江尻町・辻町を編入。
  - 2月11日 - 清水町・入江町・不二見村・三保村が合併して清水市が発足し、郡より離脱。（20村）
- 大正15年（1926年）7月1日 - 郡役所が廃止。以降は地域区分名称となる。
- 昭和3年（1928年）10月1日 - 豊田村が静岡市に編入。（19村）
- 昭和4年（1929年）3月1日 - 大里村・安東村が静岡市に編入。（17村）
- 昭和7年（1932年）4月1日 - 賤機村が静岡市に編入。（16村）
- 昭和9年（1934年）10月1日 - 大谷村・久能村・長田村・千代田村・麻機村が静岡市に編入。（11村）
- 昭和30年（1955年）
  - 4月1日 - 有度村が清水市に編入。（10村）
  - 6月1日 - 美和村・服織村・中藁科村・南藁科村が静岡市に編入。（6村）
- 昭和44年（1969年）1月1日 - 大河内村・梅ヶ島村・玉川村・井川村・清沢村・大川村が静岡市に編入。同日安倍郡消滅。静岡県内では1896年の郡の再編以来、初の郡消滅となった。

### 変遷表
| 明治22年以前 | 明治22年4月1日  | 明治22年 - 明治45年            | 大正1年 - 大正15年 | 大正1年 - 大正15年           | 大正1年 - 大正15年     | 昭和1年 - 昭和19年          | 昭和20年 - 昭和39年         | 昭和40年 - 昭和64年         | 平成1年 - 現在 | 平成1年 - 現在        | 現在   |
| ------------ | --------------- | ------------------------------ | ------------------ | ---------------------------- | ---------------------- | --------------------------- | --------------------------- | --------------------------- | -------------- | --------------------- | ------ |
|              | 静岡市          | 静岡市                         | 静岡市             | 静岡市                       | 静岡市                 | 静岡市                      | 静岡市                      | 静岡市                      | 静岡市         | 平成15年4月1日 静岡市 | 静岡市 |
|              | 南賤機村        | 明治42年7月1日 静岡市に編入    | 静岡市             | 静岡市                       | 静岡市                 | 静岡市                      | 静岡市                      | 静岡市                      | 静岡市         | 平成15年4月1日 静岡市 | 静岡市 |
|              | 南賤機村        | 明治42年7月1日 北賤機村に編入  | 賤機村             | 賤機村                       | 賤機村                 | 昭和7年4月1日 静岡市に編入  | 静岡市                      | 静岡市                      | 静岡市         | 平成15年4月1日 静岡市 | 静岡市 |
|              | 北賤機村        | 明治42年7月1日 改称 賤機村     | 賤機村             | 賤機村                       | 賤機村                 | 昭和7年4月1日 静岡市に編入  | 静岡市                      | 静岡市                      | 静岡市         | 平成15年4月1日 静岡市 | 静岡市 |
|              | 有度郡 豊田村   | 明治29年4月1日 安倍郡          | 豊田村             | 豊田村                       | 豊田村                 | 昭和3年10月1日 静岡市に編入 | 静岡市                      | 静岡市                      | 静岡市         | 平成15年4月1日 静岡市 | 静岡市 |
|              | 有度郡 大里村   | 明治29年4月1日 安倍郡          | 大里村             | 大里村                       | 大里村                 | 昭和4年3月1日 静岡市に編入  | 静岡市                      | 静岡市                      | 静岡市         | 平成15年4月1日 静岡市 | 静岡市 |
|              | 安東村          | 安東村                         | 安東村             | 安東村                       | 安東村                 | 昭和4年3月1日 静岡市に編入  | 静岡市                      | 静岡市                      | 静岡市         | 平成15年4月1日 静岡市 | 静岡市 |
|              | 千代田村        | 千代田村                       | 千代田村           | 千代田村                     | 千代田村               | 昭和9年10月1日 静岡市に編入 | 静岡市                      | 静岡市                      | 静岡市         | 平成15年4月1日 静岡市 | 静岡市 |
|              | 麻機村          | 麻機村                         | 麻機村             | 麻機村                       | 麻機村                 | 昭和9年10月1日 静岡市に編入 | 静岡市                      | 静岡市                      | 静岡市         | 平成15年4月1日 静岡市 | 静岡市 |
|              | 有度郡 大谷村   | 明治29年4月1日 安倍郡          | 大谷村             | 大谷村                       | 大谷村                 | 昭和9年10月1日 静岡市に編入 | 静岡市                      | 静岡市                      | 静岡市         | 平成15年4月1日 静岡市 | 静岡市 |
|              | 有度郡 久能村   | 明治29年4月1日 安倍郡          | 久能村             | 久能村                       | 久能村                 | 昭和9年10月1日 静岡市に編入 | 静岡市                      | 静岡市                      | 静岡市         | 平成15年4月1日 静岡市 | 静岡市 |
|              | 有度郡 長田村   | 明治29年4月1日 安倍郡          | 長田村             | 長田村                       | 長田村                 | 昭和9年10月1日 静岡市に編入 | 静岡市                      | 静岡市                      | 静岡市         | 平成15年4月1日 静岡市 | 静岡市 |
|              | 美和村          | 美和村                         | 美和村             | 美和村                       | 美和村                 | 美和村                      | 昭和30年6月1日 静岡市に編入 | 静岡市                      | 静岡市         | 平成15年4月1日 静岡市 | 静岡市 |
|              | 服織村          | 服織村                         | 服織村             | 服織村                       | 服織村                 | 服織村                      | 昭和30年6月1日 静岡市に編入 | 静岡市                      | 静岡市         | 平成15年4月1日 静岡市 | 静岡市 |
|              | 中藁科村        | 中藁科村                       | 中藁科村           | 中藁科村                     | 中藁科村               | 中藁科村                    | 昭和30年6月1日 静岡市に編入 | 静岡市                      | 静岡市         | 平成15年4月1日 静岡市 | 静岡市 |
|              | 南藁科村        | 南藁科村                       | 南藁科村           | 南藁科村                     | 南藁科村               | 南藁科村                    | 昭和30年6月1日 静岡市に編入 | 静岡市                      | 静岡市         | 平成15年4月1日 静岡市 | 静岡市 |
|              | 大河内村        | 大河内村                       | 大河内村           | 大河内村                     | 大河内村               | 大河内村                    | 大河内村                    | 昭和44年1月1日 静岡市に編入 | 静岡市         | 平成15年4月1日 静岡市 | 静岡市 |
|              | 梅ヶ島村        | 梅ヶ島村                       | 梅ヶ島村           | 梅ヶ島村                     | 梅ヶ島村               | 梅ヶ島村                    | 梅ヶ島村                    | 昭和44年1月1日 静岡市に編入 | 静岡市         | 平成15年4月1日 静岡市 | 静岡市 |
|              | 玉川村          | 玉川村                         | 玉川村             | 玉川村                       | 玉川村                 | 玉川村                      | 玉川村                      | 昭和44年1月1日 静岡市に編入 | 静岡市         | 平成15年4月1日 静岡市 | 静岡市 |
|              | 井川村          | 井川村                         | 井川村             | 井川村                       | 井川村                 | 井川村                      | 井川村                      | 昭和44年1月1日 静岡市に編入 | 静岡市         | 平成15年4月1日 静岡市 | 静岡市 |
|              | 大川村          | 大川村                         | 大川村             | 大川村                       | 大川村                 | 大川村                      | 大川村                      | 昭和44年1月1日 静岡市に編入 | 静岡市         | 平成15年4月1日 静岡市 | 静岡市 |
|              | 清沢村          | 清沢村                         | 清沢村             | 清沢村                       | 清沢村                 | 清沢村                      | 清沢村                      | 昭和44年1月1日 静岡市に編入 | 静岡市         | 平成15年4月1日 静岡市 | 静岡市 |
|              | 有度郡 清水町   | 明治29年4月1日 安倍郡          | 清水町             | 清水町                       | 大正13年2月11日 清水市 | 清水市                      | 清水市                      | 清水市                      | 清水市         | 平成15年4月1日 静岡市 | 静岡市 |
|              | 有度郡 入江町   | 明治29年4月1日 安倍郡          | 入江町             | 入江町                       | 大正13年2月11日 清水市 | 清水市                      | 清水市                      | 清水市                      | 清水市         | 平成15年4月1日 静岡市 | 静岡市 |
|              | 庵原郡 江尻町   | 庵原郡 江尻町                  | 庵原郡 江尻町      | 大正13年1月13日 入江町に編入 | 大正13年2月11日 清水市 | 清水市                      | 清水市                      | 清水市                      | 清水市         | 平成15年4月1日 静岡市 | 静岡市 |
|              | 庵原郡 江尻町   | 明治26年4月9日 分立 庵原郡辻村 | 大正7年8月1日 町制 | 大正13年1月13日 入江町に編入 | 大正13年2月11日 清水市 | 清水市                      | 清水市                      | 清水市                      | 清水市         | 平成15年4月1日 静岡市 | 静岡市 |
|              | 有度郡 三保村   | 明治29年4月1日 安倍郡          | 三保村             | 三保村                       | 大正13年2月11日 清水市 | 清水市                      | 清水市                      | 清水市                      | 清水市         | 平成15年4月1日 静岡市 | 静岡市 |
|              | 有度郡 不二見村 | 明治29年4月1日 安倍郡          | 不二見村           | 不二見村                     | 大正13年2月11日 清水市 | 清水市                      | 清水市                      | 清水市                      | 清水市         | 平成15年4月1日 静岡市 | 静岡市 |
|              | 有度郡 有度村   | 明治29年4月1日 安倍郡          | 有度村             | 有度村                       | 有度村                 | 有度村                      | 昭和30年4月1日 清水市に編入 | 清水市                      | 清水市         | 平成15年4月1日 静岡市 | 静岡市 |

## 備考
- 1968年（昭和43年）に全国地方公共団体コード（団体コード）が全国の自治体に導入されたが、最後まで本郡に所属していた6村は翌年1月1日に合併を控えていたため、例外として同コードは導入されなかった。

## 行政
安倍・有渡郡長
| 代 | 氏名 | 就任年月日                | 退任年月日                | 備考                               |
| -- | ---- | ------------------------- | ------------------------- | ---------------------------------- |
| 1  |      | 明治12年（1879年）3月12日 |                           |                                    |
|    |      |                           | 明治29年（1896年）3月31日 | 有渡郡との合併により旧・安倍郡廃止 |

安倍郡長
| 代 | 氏名 | 就任年月日               | 退任年月日                | 備考                   |
| -- | ---- | ------------------------ | ------------------------- | ---------------------- |
| 1  |      | 明治29年（1896年）4月1日 |                           |                        |
|    |      |                          | 大正15年（1926年）6月30日 | 郡役所廃止により、廃官 |